# Le Caveau de la terreur
Série
Histoires d'outre-tombe
(1972)
Pour plus de détails, voir Fiche technique et Distribution.
Le Caveau de la terreur (connu aussi sous le nom Les Contes de la crypte : Le Caveau de la terreur) (titre original : The Vault of Horror, mais aussi connu sous le nom de Further Tales from the Crypt ou encore Tales from the Crypt II) est un film britannique à sketches d'horreur réalisé par Roy Ward Baker, sorti en 1973. Il s'inspire d'histoires publiées dans des comics édités par EC Comics.

## Synopsis
Ce film, teinté d'humour noir ou décalé, se compose de cinq histoires (Midnight Mess, The Neat Job, This Trick'll Kill You, Bargain in Death et Drawn and Quartered), adaptées de bandes dessinées horrifiques provenant des comics Shock SuspenStories (The Neat Job) et Tales from the Crypt pour les quatre autres histoires, encadrées par une introduction et un épilogue.

## Fiche technique
- Titre : Le Caveau de la terreur
- Titre original : The Vault of Horror
- Réalisation : Roy Ward Baker
- Scénario : Milton Subotsky, d'après des histoires de Al Feldstein et William Gaines
- Production : Charles W. Fries, Max Rosenberg, Milton Subotsky
- Musique : Douglas Gamley
- Photographie : Denys N. Coop
- Montage : Oswald Hafenrichter
- Direction artistique : Tony Curtis
- Chef-décorateur : Fred Carter
- Pays d'origine : Royaume-Uni
- Langue : anglais
- Genre : Film à sketches - horreur
- Durée : 83 minutes
- Dates de sortie : mars 1973  Royaume-Uni

## Distribution
Bien que sorti en 1973, le film n'a été doublé en français qu'en 1985.
- Terry-Thomas  (VF : Philippe Dumat)  : Arthur Critchit
- Curd Jürgens  (VF : Jean-Claude Michel)  : Sebastian crédité en tant que Curt Jurgens
- Tom Baker  (VF : Michel Gatineau)  : Moore
- Dawn Addams (VF : Monique Morisi) : Inez
- Denholm Elliott (VF : Richard Leblond) : Diltant
- Michael Craig (VF : Michel Bardinet) : Maitland
- Glynis Johns : Eleanor Critchit
- Anna Massey (VF : Liliane Patrick) : Donna Rogers
- Daniel Massey (VF : Michel Bedetti) : Harold Rogers
- Terence Alexander (VF : William Sabatier): Fenton Breedley
- Jerold Wells (VF : Henry Djanik) : le serveur
- Ishaq Bux (VF : Henri Labussière) : le fakir
- Maurice Kaufmann (VF : Maurice Sarfati) : Bob Dixon
- Sylvia Marriott : Mme Breedley

## Distinctions
- Nomination au Saturn Award du meilleur film d'horreur 1975

## Adaptation
Le film a été adapté sous la forme d'un roman écrit par Jack Oleck.